# Бернхард II (герцог Саксонії)
Бернхард II (*Bernhard II., між 990 та 995 —29 червня 1059) — герцог Саксонії у 1011—1059 роках.

## Життєпис
Походив з роду Біллунгів. Син Бернхарда I, герцога Саксонії, та Ґільдегарди фон Штаде. Точна дата народження невідома. Був ще доволі молодим, коли помер його батько у 1011 році.
Успадкувавши Саксонію, Бернхард II продовжив батьківську політику щодо зміцнення влади в середині герцогства. Тому відмовився від участі в поході імператора Генріха II проти польського князя Болеслава I. Разом з тим атакував Ліавіцона, архієпископа Бремена, який відмовлявся коритися Бернхарду II.
У 1015 році під час походу в Польщу після нетривалої присутності в складі армії імператора герцог самовільно, не запитавши дозволу, повернув свій загін назад. У 1018 році сприяв укладенню імператором Бауценским мирного договору з польським королем Болеславом I.
У 1020 році одружився з дочкою маркграфа Швайнфуртського, непримиренного супротивника імператора Генріха II. Взимку того ж року відкрито вступив в боротьбу з імператором, піднявши повстання. Генріх II, поспішивши до Саксонії, взяв в облогу фортецю Шалькбург, де знаходилися основні сили Бернхарда II. Але до початку бойових дій імператриця Кунігунда і Унван, архієпископ Бремена, виступили в ролі посередників і домовилися про мир. За результатами його герцог Саксонії формально підкорився імператору, натомість зберіг володіння та особисте майно.
У 1024 році підтримав Конрада II в 1024 році в обранні королем Німеччини та імператором. У 1026 році допоміг останньому провести на аугсбурзькому рейхстазі рішення щодо обрання сина останнього — принца Генріха — співкоролем Конрада II.
Водночас вдерся до Ободритського союзу, де допоміг Пжибігнєву посісти князівський трон, приборкати племена союзу. Також змусив Пжибігнєва хреститися. Після цього на деякий час вплив Бернхарда II поширився на ободритів. У 1028 році після смерті Пжибігнєва втрутився у справи на боці князя Ратибора. 1030 року полонив претендента на ободритський трон Годеслава. 1036 року ободритський князь Ратибор визнав зверхність Саксонії.
У 1043 році новий князь Готшалк визнав залежність від Бернхарда II. З цього ж року вступив у конфлікт з новим архієпископом Бременським Адальбертом. У 1045 році він спорудив Альстербург в Гамбурзі. В цей час вступив у конфлікт з графами Штаде і Верле. Помер 1059 року. Похований в церкві Святого Михайла в Люнебурзі.

## Родина
Дружина — Ейліка, донька Генріха, маркграфа Швайнфурта.
Діти:
- Гертруда (1030—1113), дружина Флоріса I графа Голландії
- Ордульф (1020—1072), герцог Саксонії у 1059—1072 роках
- Герман (д/н-1088), граф
- Іда (д/-1101), дружина: 1) Фрідриха I, герцога Нижньої Лотарингії; 2) Альбера III, графа Намюра
- Гедвіга (1030/1035-1112), дружина Енгельберта I, маркграфа Істрії